# (984) Gretia
(984) Gretia és un asteroide del cinturó principal descobert per l'astrònom és un asteroide del cinturó principal descobert per l'astrònom Karl W. Reinmuth en 1922 des de l'observatori de Heidelberg-Königstuhl a Heidelberg, Alemanya.
Deu el nom a la cunyada de l'astrònom alemany Albrecht Kahrstedt.
S'estima que té un diàmetre de 31,91 ± 3,1 km. La seva distància mínima d'intersecció de l'òrbita terrestre és d'1,26084 ua.
Les observacions fotomètriques recollides d'aquest asteroide mostren un període de rotació de 5,77 hores, amb una variació de lluentor de 9,03 de magnitud absoluta.